# Crotalaria renierana
Crotalaria renierana är en ärtväxtart som beskrevs av Rudolf Wilczek. Crotalaria renierana ingår i släktet sunnhampor, och familjen ärtväxter. Inga underarter finns listade i Catalogue of Life.